# Volta a Astúries 2019
La Volta a Astúries 2019, 62a edició de la Volta a Astúries, es va disputar entre el 3 i el 5 de maig de 2019 sobre un recorregut de 469,3 km repartits entre tres etapes. La cursa formava part del calendari de l'UCI Europa Tour 2019, amb una categoria 2.1.
El vencedor final fou l'equatorià Richard Carapaz (Movistar Team), que d'aquesta manera aconseguia la segona victòria consecutiva en aquesta cursa. L'acompanyaren al podi Krists Neilands (Israel Cycling Academy) i Aleksandr Vlàssov (Gazprom-RusVelo).

## Equips participants
En aquesta edició hi prendran part 16 equips:
| WorldTeam- Movistar Team Equips continentals professionals (7)- Caja Rural-Seguros RGA - Euskadi Basque Country-Murias - Burgos-BH - Israel Cycling Academy - Gazprom-RusVelo - Manzana Postobón - W52-FC Porto Equips continentals (8)- Kometa - Fundación Euskadi - Ludofoods Louletano Aviludo - RP-Boavista - Coldeportes Zenú - Guerciotti-Kiwi Atlántico - Lokosphinx - Matrix Powertag |
| |

## Etapes
| Etapa    | Data      | Ciutats d'etapa                 | type                    | Distància (km) | Vencedor de l'etapa        | Líder de la general        |
| -------- | --------- | ------------------------------- | ----------------------- | -------------- | -------------------------- | -------------------------- |
| 1a etapa | 3 de maig | Oviedo – La Pola                | etapa de mitja muntanya | 179,2          | Carlos Quintero            | Carlos Quintero            |
| 2a etapa | 4 de maig | Soto Ribera – Cangas del Narcea | etapa de muntanya       | 171,1          | Richard Carapaz Montenegro | Richard Carapaz Montenegro |
| 3a etapa | 5 de maig | Cangas del Narcea – Oviedo      | etapa de mitja muntanya | 119            | Edgar Pinto                | Richard Carapaz Montenegro |

### Etapa 1
| \| Classificació de l'etapa \| Classificació de l'etapa \| Classificació de l'etapa \| Classificació de l'etapa \| Classificació de l'etapa \| \| Corredor \| Corredor \| Equip \| Temps \| \| \| ------------------------ \| ------------------------------ \| -------------------------------- \| ------------------------ \| ------------------------ \| \| 1r \| Carlos Quintero \| Manzana Postobón \| 4' 17" \| \| \| 2n \| Orluis Aular Sanabria \| Matrix Powertag \| + 0" \| \| \| 3r \| Richard Carapaz Montenegro \| Movistar Team \| + 0" \| \| \| 4t \| José Joaquín Rojas Gil \| Movistar Team \| + 0" \| \| \| 5è \| Krists Neilands \| Israel Cycling Academy \| + 0" \| \| \| 6è \| Jonathan Cañaveral \| Coldeportes Bicicletas Strongman \| + 0" \| \| \| 7è \| Vicente García de Mateos Rubio \| Aviludo-Louletano \| + 0" \| \| \| 8è \| Edgar Pinto \| W52-FC Porto \| + 0" \| \| \| 9è \| Aleksandr Vlàssov \| Gazprom-RusVelo \| + 0" \| \| \| 10è \| Jonathan Lastra Martínez \| Caja Rural-Seguros RGA \| + 0" \| \| |                                |                                  |        |
| |                                |                                  |        |
| Font: ProCyclingStats |                                |                                  |        |
| Classificació de l'etapa |                                |                                  |        |
| Corredor | Corredor                       | Equip                            | Temps  |
| 1r | Carlos Quintero                | Manzana Postobón                 | 4' 17" |
| 2n | Orluis Aular Sanabria          | Matrix Powertag                  | + 0"   |
| 3r | Richard Carapaz Montenegro     | Movistar Team                    | + 0"   |
| 4t | José Joaquín Rojas Gil         | Movistar Team                    | + 0"   |
| 5è | Krists Neilands                | Israel Cycling Academy           | + 0"   |
| 6è | Jonathan Cañaveral             | Coldeportes Bicicletas Strongman | + 0"   |
| 7è | Vicente García de Mateos Rubio | Aviludo-Louletano                | + 0"   |
| 8è | Edgar Pinto                    | W52-FC Porto                     | + 0"   |
| 9è | Aleksandr Vlàssov              | Gazprom-RusVelo                  | + 0"   |
| 10è | Jonathan Lastra Martínez       | Caja Rural-Seguros RGA           | + 0"   |

| \| Classificació general \| Classificació general \| Classificació general \| Classificació general \| Classificació general \| \| Corredor \| Corredor \| Equip \| Temps \| \| \| --------------------- \| ------------------------------ \| -------------------------------- \| --------------------- \| --------------------- \| \| 1r \| Carlos Quintero \| Manzana Postobón \| 4h 16' 41" \| \| \| 2n \| Orluis Aular Sanabria \| Matrix Powertag \| + 4" \| \| \| 3r \| Richard Carapaz Montenegro \| Movistar Team \| + 6" \| \| \| 4t \| José Joaquín Rojas Gil \| Movistar Team \| + 8" \| \| \| 5è \| Mario González Salas \| Euskadi Basque Country-Murias \| + 9" \| \| \| 6è \| Krists Neilands \| Israel Cycling Academy \| + 10" \| \| \| 7è \| Jonathan Cañaveral \| Coldeportes Bicicletas Strongman \| + 10" \| \| \| 8è \| Vicente García de Mateos Rubio \| Aviludo-Louletano \| + 10" \| \| \| 9è \| Edgar Pinto \| W52-FC Porto \| + 10" \| \| \| 10è \| Aleksandr Vlàssov \| Gazprom-RusVelo \| + 10" \| \| |                                |                                  |            |
| |                                |                                  |            |
| Font: ProCyclingStats |                                |                                  |            |
| Classificació general |                                |                                  |            |
| Corredor | Corredor                       | Equip                            | Temps      |
| 1r | Carlos Quintero                | Manzana Postobón                 | 4h 16' 41" |
| 2n | Orluis Aular Sanabria          | Matrix Powertag                  | + 4"       |
| 3r | Richard Carapaz Montenegro     | Movistar Team                    | + 6"       |
| 4t | José Joaquín Rojas Gil         | Movistar Team                    | + 8"       |
| 5è | Mario González Salas           | Euskadi Basque Country-Murias    | + 9"       |
| 6è | Krists Neilands                | Israel Cycling Academy           | + 10"      |
| 7è | Jonathan Cañaveral             | Coldeportes Bicicletas Strongman | + 10"      |
| 8è | Vicente García de Mateos Rubio | Aviludo-Louletano                | + 10"      |
| 9è | Edgar Pinto                    | W52-FC Porto                     | + 10"      |
| 10è | Aleksandr Vlàssov              | Gazprom-RusVelo                  | + 10"      |

### Etapa 2
| \| Classificació de l'etapa \| Classificació de l'etapa \| Classificació de l'etapa \| Classificació de l'etapa \| Classificació de l'etapa \| \| Corredor \| Corredor \| Equip \| Temps \| \| \| ------------------------ \| ------------------------------ \| ----------------------------- \| ------------------------ \| ------------------------ \| \| 1r \| Richard Carapaz Montenegro \| Movistar Team \| 4h 26' 44" \| \| \| 2n \| Mikel Landa Meana \| Movistar Team \| + 0" \| \| \| 3r \| Krists Neilands \| Israel Cycling Academy \| + 1' 50" \| \| \| 4t \| Aleksandr Vlàssov \| Gazprom-RusVelo \| + 1' 50" \| \| \| 5è \| Vicente García de Mateos Rubio \| Aviludo-Louletano \| + 2' 34" \| \| \| 6è \| Artiom Nitx \| Gazprom-RusVelo \| + 2' 34" \| \| \| 7è \| David Rodrigues \| Rádio Popular-Boavista \| + 2' 35" \| \| \| 8è \| Edgar Pinto \| W52-FC Porto \| + 2' 43" \| \| \| 9è \| Mikel Bizkarra Etxegibel \| Euskadi Basque Country-Murias \| + 2' 43" \| \| \| 10è \| Jonathan Lastra Martínez \| Caja Rural-Seguros RGA \| + 2' 43" \| \| |                                |                               |            |
| |                                |                               |            |
| Font: ProCyclingStats |                                |                               |            |
| Classificació de l'etapa |                                |                               |            |
| Corredor | Corredor                       | Equip                         | Temps      |
| 1r | Richard Carapaz Montenegro     | Movistar Team                 | 4h 26' 44" |
| 2n | Mikel Landa Meana              | Movistar Team                 | + 0"       |
| 3r | Krists Neilands                | Israel Cycling Academy        | + 1' 50"   |
| 4t | Aleksandr Vlàssov              | Gazprom-RusVelo               | + 1' 50"   |
| 5è | Vicente García de Mateos Rubio | Aviludo-Louletano             | + 2' 34"   |
| 6è | Artiom Nitx                    | Gazprom-RusVelo               | + 2' 34"   |
| 7è | David Rodrigues                | Rádio Popular-Boavista        | + 2' 35"   |
| 8è | Edgar Pinto                    | W52-FC Porto                  | + 2' 43"   |
| 9è | Mikel Bizkarra Etxegibel       | Euskadi Basque Country-Murias | + 2' 43"   |
| 10è | Jonathan Lastra Martínez       | Caja Rural-Seguros RGA        | + 2' 43"   |

| \| Classificació general \| Classificació general \| Classificació general \| Classificació general \| Classificació general \| \| Corredor \| Corredor \| Equip \| Temps \| \| \| --------------------- \| ------------------------------ \| ----------------------------- \| --------------------- \| --------------------- \| \| 1r \| Richard Carapaz Montenegro \| Movistar Team \| 8h 43' 21" \| \| \| 2n \| Mikel Landa Meana \| Movistar Team \| + 8" \| \| \| 3r \| Krists Neilands \| Israel Cycling Academy \| + 2' 00" \| \| \| 4t \| Aleksandr Vlàssov \| Gazprom-RusVelo \| + 2' 04" \| \| \| 5è \| Vicente García de Mateos Rubio \| Aviludo-Louletano \| + 2' 48" \| \| \| 6è \| Artiom Nitx \| Gazprom-RusVelo \| + 2' 48" \| \| \| 7è \| David Rodrigues \| Rádio Popular-Boavista \| + 2' 49" \| \| \| 8è \| Edgar Pinto \| W52-FC Porto \| + 2' 57" \| \| \| 9è \| Jonathan Lastra Martínez \| Caja Rural-Seguros RGA \| + 2' 57" \| \| \| 10è \| Mikel Bizkarra Etxegibel \| Euskadi Basque Country-Murias \| + 2' 57" \| \| |                                |                               |            |
| |                                |                               |            |
| Font: ProCyclingStats |                                |                               |            |
| Classificació general |                                |                               |            |
| Corredor | Corredor                       | Equip                         | Temps      |
| 1r | Richard Carapaz Montenegro     | Movistar Team                 | 8h 43' 21" |
| 2n | Mikel Landa Meana              | Movistar Team                 | + 8"       |
| 3r | Krists Neilands                | Israel Cycling Academy        | + 2' 00"   |
| 4t | Aleksandr Vlàssov              | Gazprom-RusVelo               | + 2' 04"   |
| 5è | Vicente García de Mateos Rubio | Aviludo-Louletano             | + 2' 48"   |
| 6è | Artiom Nitx                    | Gazprom-RusVelo               | + 2' 48"   |
| 7è | David Rodrigues                | Rádio Popular-Boavista        | + 2' 49"   |
| 8è | Edgar Pinto                    | W52-FC Porto                  | + 2' 57"   |
| 9è | Jonathan Lastra Martínez       | Caja Rural-Seguros RGA        | + 2' 57"   |
| 10è | Mikel Bizkarra Etxegibel       | Euskadi Basque Country-Murias | + 2' 57"   |

### Etapa 3
| \| Classificació de l'etapa \| Classificació de l'etapa \| Classificació de l'etapa \| Classificació de l'etapa \| Classificació de l'etapa \| \| Corredor \| Corredor \| Equip \| Temps \| \| \| ------------------------ \| ------------------------ \| -------------------------------- \| ------------------------ \| ------------------------ \| \| 1r \| Edgar Pinto \| W52-FC Porto \| 2h 50' 51" \| \| \| 2n \| Carlos Quintero \| Manzana Postobón \| + 4" \| \| \| 3r \| Jonathan Lastra Martínez \| Caja Rural-Seguros RGA \| + 4" \| \| \| 4t \| José Joaquín Rojas Gil \| Movistar Team \| + 4" \| \| \| 5è \| Stefano Oldani \| Kometa \| + 4" \| \| \| 6è \| Krists Neilands \| Israel Cycling Academy \| + 4" \| \| \| 7è \| David Rodrigues \| Rádio Popular-Boavista \| + 4" \| \| \| 8è \| Aleksandr Vlàssov \| Gazprom-RusVelo \| + 4" \| \| \| 9è \| Jhojan García \| Manzana Postobón \| + 4" \| \| \| 10è \| Jonathan Cañaveral \| Coldeportes Bicicletas Strongman \| + 4" \| \| |                          |                                  |            |
| |                          |                                  |            |
| Font: ProCyclingStats |                          |                                  |            |
| Classificació de l'etapa |                          |                                  |            |
| Corredor | Corredor                 | Equip                            | Temps      |
| 1r | Edgar Pinto              | W52-FC Porto                     | 2h 50' 51" |
| 2n | Carlos Quintero          | Manzana Postobón                 | + 4"       |
| 3r | Jonathan Lastra Martínez | Caja Rural-Seguros RGA           | + 4"       |
| 4t | José Joaquín Rojas Gil   | Movistar Team                    | + 4"       |
| 5è | Stefano Oldani           | Kometa                           | + 4"       |
| 6è | Krists Neilands          | Israel Cycling Academy           | + 4"       |
| 7è | David Rodrigues          | Rádio Popular-Boavista           | + 4"       |
| 8è | Aleksandr Vlàssov        | Gazprom-RusVelo                  | + 4"       |
| 9è | Jhojan García            | Manzana Postobón                 | + 4"       |
| 10è | Jonathan Cañaveral       | Coldeportes Bicicletas Strongman | + 4"       |

## Classificació final
| \| Classificació general \| Classificació general \| Classificació general \| Classificació general \| Classificació general \| \| Corredor \| Corredor \| Equip \| Temps \| \| \| --------------------- \| ------------------------------ \| ----------------------------- \| --------------------- \| --------------------- \| \| 1r \| Richard Carapaz Montenegro \| Movistar Team \| 11h 34' 16" \| \| \| 2n \| Krists Neilands \| Israel Cycling Academy \| + 2' 00" \| \| \| 3r \| Aleksandr Vlàssov \| Gazprom-RusVelo \| + 2' 04" \| \| \| 4t \| Edgar Pinto \| W52-FC Porto \| + 2' 43" \| \| \| 5è \| Vicente García de Mateos Rubio \| Aviludo-Louletano \| + 2' 48" \| \| \| 6è \| David Rodrigues \| Rádio Popular-Boavista \| + 2' 49" \| \| \| 7è \| Jonathan Lastra Martínez \| Caja Rural-Seguros RGA \| + 2' 53" \| \| \| 8è \| Mikel Bizkarra Etxegibel \| Euskadi Basque Country-Murias \| + 2' 57" \| \| \| 9è \| Artiom Nitx \| Gazprom-RusVelo \| + 3' 26" \| \| \| 10è \| Jhojan García \| Manzana Postobón \| + 3' 51" \| \| |                                |                               |             |
| |                                |                               |             |
| Font: ProCyclingStats |                                |                               |             |
| Classificació general |                                |                               |             |
| Corredor | Corredor                       | Equip                         | Temps       |
| 1r | Richard Carapaz Montenegro     | Movistar Team                 | 11h 34' 16" |
| 2n | Krists Neilands                | Israel Cycling Academy        | + 2' 00"    |
| 3r | Aleksandr Vlàssov              | Gazprom-RusVelo               | + 2' 04"    |
| 4t | Edgar Pinto                    | W52-FC Porto                  | + 2' 43"    |
| 5è | Vicente García de Mateos Rubio | Aviludo-Louletano             | + 2' 48"    |
| 6è | David Rodrigues                | Rádio Popular-Boavista        | + 2' 49"    |
| 7è | Jonathan Lastra Martínez       | Caja Rural-Seguros RGA        | + 2' 53"    |
| 8è | Mikel Bizkarra Etxegibel       | Euskadi Basque Country-Murias | + 2' 57"    |
| 9è | Artiom Nitx                    | Gazprom-RusVelo               | + 3' 26"    |
| 10è | Jhojan García                  | Manzana Postobón              | + 3' 51"    |